# New Castle (Pensylwania)
New Castle – miasto w hrabstwie Lawrence, w stanie Pensylwania, w Stanach Zjednoczonych Ameryki Północnej. Miasto położone jest 80 km na północny zachód od Pittsburgha. New Castle będące stolicą hrabstwa Lawrence, liczy obecnie około 26,5 tys. mieszkańców. New Castle jest ważnym centrum handlu rolniczego oraz mięsnego.
New Castle zostało założone przez weteranów wojny secesyjnej. W 1849 r. populacja miasta sięgnęła tysiąca, postanowiono utworzyć hrabstwo Lawrence, które nazwano tak na cześć dowódcy marynarki wojennej Jamesa Lawrence’a. W 1849 r. na północ od granicy miasta osiedliła się liczna grupa amiszów. Obecnie tereny te leżą na terenie New Castle, a populacja amiszów nie przekracza 2 tys. W 1903 r. powstały tutaj pierwsze studia i biura firmy filmowej Warner Bros.
W New Castle ma siedzibę parafia Polskiego Narodowego Kościoła Katolickiego pw. św. Trójcy.